# 羅扎尼夫卡
47°47′16″N 32°22′41″E / 47.78778°N 32.37806°E
羅扎尼夫卡（烏克蘭語：Розанівка），是烏克蘭南部的村莊，隸屬尼古拉耶夫州的巴什坦卡區。該村始建於1802年，面積0.46平方公里，海拔高度71米，2001年人口381，人口密度每平方公里828.3人。